# (8085) 1989 CD8
(8085) 1989 CD8 là một tiểu hành tinh vành đai chính. Nó được phát hiện bởi Henri Debehogne ở Đài thiên văn La Silla ở Chile ngày 7 tháng 2 năm 1989.